# Bodovce

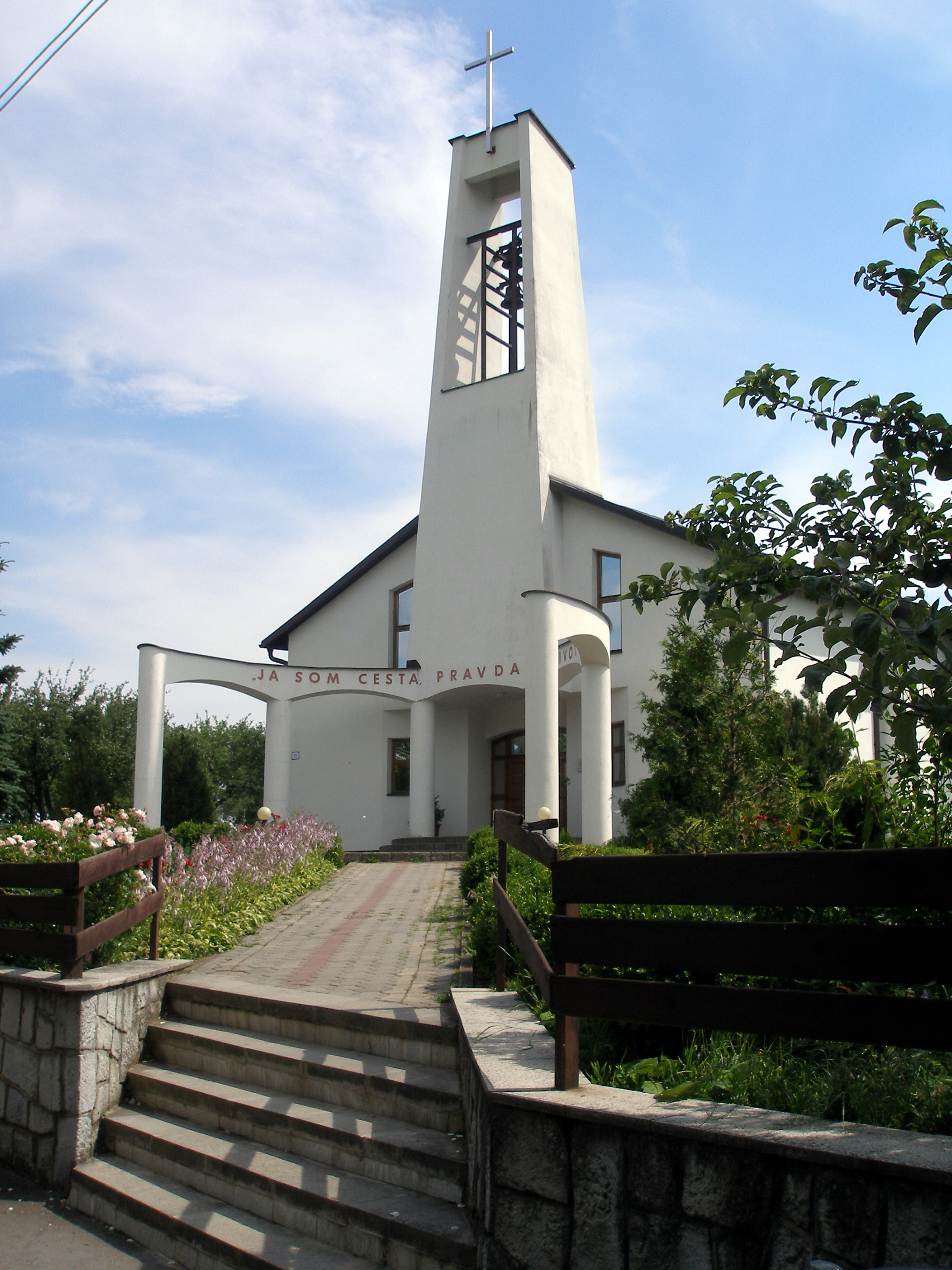
Bodovce

Bodovce (Hongaars: Bodonlaka) is een Slowaakse gemeente in de regio Prešov, en maakt deel uit van het district Sabinov.
Bodovce telt 328 inwoners.